# 유지영 (성우)
유지영(1954년 5월 27일 ~ )은 대한민국의 성우다. 1973년 TBC 공채 성우로 데뷔했으며, 언론통폐합으로 인해 현재는 KBS 14기로 분류된다.

## 특기사항
자녀로는 KBS 33기 성우 조세령이 있다.

## 주요 출연작품

### 애니메이션
- 곰돌이와 비키의 모험 (EBS) - 훌쩍이
- 기신병단 (투니버스) - 잭
- 내 친구 아서 (EBS) - 버스터
- 느낌표 구조대 (EBS) - 누들
- 다카하시 루미코 극장 - 인어의 숲 (애니원) - 토키치
- 도와줘요! 코알라 형제 (EBS) - 네드
- 디지몬 어드벤처 (KBS)   - 매튜 / 유라몬 / 시드몬 / 팔몬 / 니드몬 / 릴리몬 / 뿌띠몬 / 코 피어싱 한 여자
- 파워디지몬 (KBS)   - 아르마몬 / 스티븐 / 로라 / 매튜 / 유라몬 / 시드몬 / 팔몬 / 니드몬 / 릴리몬
- 디지몬 테이머즈 (KBS)   - 이성우
- 디지몬 크로스워즈 (대원방송)   - 매튜 / 유라몬 / 시드몬 / 팔몬 / 니드몬 / 릴리몬 / 뿌띠몬 / 아르마몬 / 스티븐 / 로라 / 이성우
- 디지몬 어드벤처: (애니원)   - 매튜 / 유라몬 / 시드몬 / 팔몬 / 니드몬 / 릴리몬 / 로제몬 / 판초몬 / 뿌띠몬 / 발키리몬
- 리리카 SOS (KBS) - 세미
- 모래요정 바람돌이 (KBS) - 재롱이
- 무적의 왕자 라이온 (KBS) - 윌리캣
- 무적캡틴 사우루스 (KBS) - 나미남
- 별나라 손오공 (KBS) - 베라미스
- 비밀의 화원 (KBS) - 디콘
- 빨강머리 앤 (KBS) - 루비(처음)
- 슈퍼 마리오 (SBS) - 토드
- 엘리먼트 헌터 (KBS) - 라크슈미난디
- 원피스 (KBS) - 코비
- 이누크 (EBS) - 세드나
- 정상을 향하여 (투니버스) - 서지원
- 천방지축 하니 (KBS) - 맹견우, 하니 할머니
- 코끼리왕 바바 (EBS) - 알렉스

### 애니메이션 영화
- 마법의 성 - 앤소니
- 왕후 심청 - 뺑덕
- 투장 다이모스 - 나나(처음)

### 영화
- 로코(KBS) - 레오
- 브리짓 존스의 일기(KBS) - 우나(셀리아 아임리)
- 비상근무(KBS) - 버크 부인(필리스 소머빌)
- 무서운 영화 2(KBS) - 앵무새
- 슈팅 라이크 베컴(SBS)
- 조슈아 트리(SBS) - 이지(마커스 브라운)
- 벤허(KBS) - 틸자(캐시 오도넬) / 알라(마리나 베르티)
- 라스트 액션 히어로 (SBS)
- 라이어 라이어(KBS) - 맥스(저스틴 쿠퍼)
- 007 문레이커(KBS)
- 영광의 대가(KBS) - 크루즈 부인
- 패트리어트(KBS)
- 아이 리멤버 에이프릴(KBS) - 윌리(유키 도쿠히로)
- 피라미드의 공포(KBS)
- 시암 선셋(KBS) - 로웨나(빅토리아 이거)
- 잔혹한 음모(SBS)
- 21 그램(KBS)
- 미트 페어런츠 2(KBS) - 이사벨(알라나 우바치)
- 웨일 라이더(SBS) - 마카(마벨 와레카와)
- 호텔 르완다(KBS) - 오데뜨(레보 마실)
- 파이터(KBS) - 마야 외
- 카모메 식당(KBS) - 식당 손님 아내(이르자 펀노넌) / 식당 손님(에인 라이하)
- 사이즈의 문제(KBS) - 어머니
- 태양은 가득히(KBS)
- 일요일의 아이들(KBS) - 닥(제이콥 레이그라프)
- 아비정전(KBS) - 아비의 양어머니(반적화)
- 워터 엔진(KBS)
- 매디슨 카운티의 다리(KBS) - 옷 가게 직원(라나 슈왑)
- 러브 인 아프리카(SBS)
- 신의 손(KBS) - 메리 토마스(헨리 에드먼즈)
- 데니스 P(KBS) - 티파니 어머니(마리안느 보이어)
- 댄싱히어로(SBS) - 티나(소냐 크루거)
- 페노메논(KBS) - 레이스의 딸 (애슐리 버실리)
- 007 위기일발(KBS) - 머니페니(로이스 맥스웰)
- 007 골드핑거(KBS) - 머니페니(로이스 맥스웰)
- 007 유어 아이스 온리(KBS) - 머니페니(로이스 맥스웰)
- 007 나를 사랑한 스파이(KBS) - 머니페니(로이스 맥스웰)
- 마이클 잭슨의 문워커(KBS)
- 길(KBS)
- 최후의 탈출(SBS) - 브린(켄니 라오)
- 마틴 기어의 귀향(SBS) - 잔느(챈털 데루아)
- 썬더볼트(KBS) - 아화의 동생(호개흔) / 겐야(에구로 마리에)
- 아나스타샤(KBS) - 귀족(나탈리 샤퍼)
- 달려라 마야(KBS) - 라지(사지드 칸)
- 그녀에게(KBS) - 간호사(카르멘 마치)
- 코만도(KBS) - 제니(알리사 밀라노)
- F학점 첩보원 (KBS) - 불어 선생님(로빈 바틀릿)
- 로보캅 2(SBS) - 호브(가브리엘 데이먼) / 에스테베즈 경관(완다 드 제우스)

### 외화
- 칠협오의(SBS) - 소옥
- 사브리나(KBS)
- 천사들의 합창(KBS) - 파블로
- 닥터 후(KBS) - 안젤라
- 한나의 선택(KBS) - 할머니

### 방송
- 동물의 왕국(KBS)
- 라디오 북카페(오만과 편견)(SBS 러브FM) - 베넷 부인
- 라디오 북카페(돈키호테)(SBS 러브FM) - 해설
- 소설극장(아침인사)(KBS 라디오)
- 라디오 여행기(여자 혼자 떠나는 걷기여행)(KBS 제3라디오)